# Jasper De Plus
Jaspes De Plus, nascido em 11 de junho de 1997 em Aalst, é um ciclista belga, membro da equipa Intermarché-Wanty-Gobert Matériaux. É o irmão mais novo de Laurens De Plus, igualmente ciclista profissional.

## Biografia
Em 2019, distingue-se pela suas qualidades de rolador, para a sua última temporada nas esperanças (Sub-23). Em sua categoria, resulta campeão de Flandres-Ocidental do contrarrelógio, consegue o Crono das Nações e termina segundo do campeonato da Bélgica do contrarrelógio e da Tour de Flandres-Oriental.
Passa a profissional em 2020 na equipa Circus-Wanty Gobert.. No mês de agosto, classifica-se de décimo nono do Campeonato Europeu do contrarrelógio em Plouay no Morbihan

## Palmarés
- 2019
  - Campeão de Flandres-Ocidental do contrarrelógio esperanças
  - Crono das Nações esperanças
  - 2.º do campeonato da Bélgica do contrarrelógio esperanças
  - 2.º da Volta de Flandres-Oriental

## Classificações mundiais
| Ano             | 2019   | 2020  |
| UCI Europe Tour | 869.º. | 1 092 |